# Leslie Fenton
Leslie Fenton est un acteur, réalisateur et producteur britannique né le 12 mars 1902 à Liverpool (Royaume-Uni), mort le 25 mars 1978 à Montecito (États-Unis).

## Biographie
En 1909 il part de Liverpool avec sa mère pour les États-Unis puis travaille adolescent comme commis de bureau. Il débute au début des années 1920 une carrière d'acteur puis entame en 1939 une carrière de réalisateur où figure un bon nombre de westerns. Il épousa en 1932 l'actrice Anne Dvorak.

## Filmographie

### Comme acteur
- 1923 :
  - La Petite Dame (Gentle Julia) de Rowland V. Lee
- 1925 :
  - Destruction ! (Havoc), de Rowland V. Lee : Babe
  - La Saltimbanque (Thunder Mountain) de Victor Schertzinger : Sam Martin
  - Notre héros (Lazybones), de Frank Borzage : Dick Ritchie
  - East Lynne : Richard Hare
  - The Ancient Mariner : Joe Barlow
- 1926 :
  - L'Ombre qui descend (The Road to Glory) d'Howard Hawks : David Hale
  - Sandy : Douglas Keith
  - Gagnant quand même (The Shamrock Handicap) de John Ford : Neil Ross
  - Black Paradise : James Callahan
  - Going Crooked de George Melford
  - Au service de la gloire (What Price Glory) de Raoul Walsh : Lt. Moore
- 1927 :
  - An Old Flame
  - Roses and Romance
  - Erik le mystérieux (The Last Performance) : Buffo
- 1928 :
  - The Gateway of the Moon : Jim Mortlake
  - The Showdown : Kilgore Shelton
  - La Rafle (The Dragnet), de Josef von Sternberg : Shakespeare
  - Le Bateau de nos rêves (The First Kiss) de Rowland V. Lee : Carol Talbot
- 1929 :
  - The Office Scandal : Andy Corbin
  - Folle jeunesse (Girls Gone Wild), de Lewis Seiler : Boogs
  - Le Démon des tropiques (A Dangerous Woman) : Peter Allerton
  - L'Homme que j'aime (The Man I Love) de William A. Wellman  : Carlo Vesper
  - Broadway : 'Scar' Edwards
  - Paris Bound : Richard Parrish
  - Woman Trap, de William A. Wellman : Eddie Evans
  - Dynamite, de Cecil B. DeMille : Un criminel
- 1931 :
  - Hors du gouffre (The Man Who Came Back) de Raoul Walsh : Baron le Duc
  - L'Ennemi public (The Public Enemy), de William A. Wellman : Nails Nathan
  - Kick In : Charlie
  - Murder at Midnight : Walter Grayson
  - The Pagan Lady : Gerald 'Gerry' Willis
  - The Guilty Generation : Joe
- 1932 :
  - L'Honorable Monsieur Wong (The Hatchet Man), de William A. Wellman : Harry En Hai
  - The Famous Ferguson Case : Perrin
  - L'Étrange Passion de Molly Louvain (The Strange Love of Molly Louvain) de Michael Curtiz : Mr. Nick 'Nicky' Grant
  - La Foudre d'en bas (Thunder Below) de Richard Wallace : Webb
  - Tête brûlée (Airmail), de John Ford : Tony Dressel
- 1933 :
  - F.P.1 : Capt. B.E. Droste
  - Vol de nuit (Night Flight), de Clarence Brown : Jules' Radio Operator / Copilote
  - Le Tombeur (Lady Killer) : Duke
- 1934 :
  - I Believed in You : Russell Storm
  - Fugitive Road : Frank Riker
  - Take the Stand
  - Marie Galante : Tenoki
  - Strange Wives de Richard Thorpe : Svengaart
- 1935 :
  - Un drame au casino (The Casino Murder Case) d'Edwin L. Marin : Dr Allen Kane
  - L'Étoile de minuit (Star of Midnight), de Stephen Roberts : Tim Winthrop
  - Stolen Harmony : Joe Harris
  - Chinatown Squad : Quong
  - Brigade spéciale (Men Without Names), de Ralph Murphy : Monk
  - East of Java : Wong Bo
  - White Lies : Dan Oliver
- 1936 :
  - Le Mystère de Mason Park (Two in the Dark) de Benjamin Stoloff : Stuart Eldredge
  - Murder on a Bridle Path (en) de William Hamilton et Edward Killy : Don Gregg
  - Sworn Enemy : Steve Sherman
  - The Longest Night : Carl Briggs
  - House of Secrets (en) : Barry Wilding
- 1937 :
  - Crime en haute mer (China Passage) : Anthony Durand
  - Soak the Poor : Nick Garvey
- 1938 :
  - Captain Kidd's Treasure : Narrator
  - Des hommes sont nés (Boys Town) de Norman Taurog : Dan Farrow

### comme réalisateur
- 1938 : Captain Kidd's Treasure
- 1938 : Miracle Money
- 1938 : The Forgotten Step
- 1938 : A Criminal Is Born

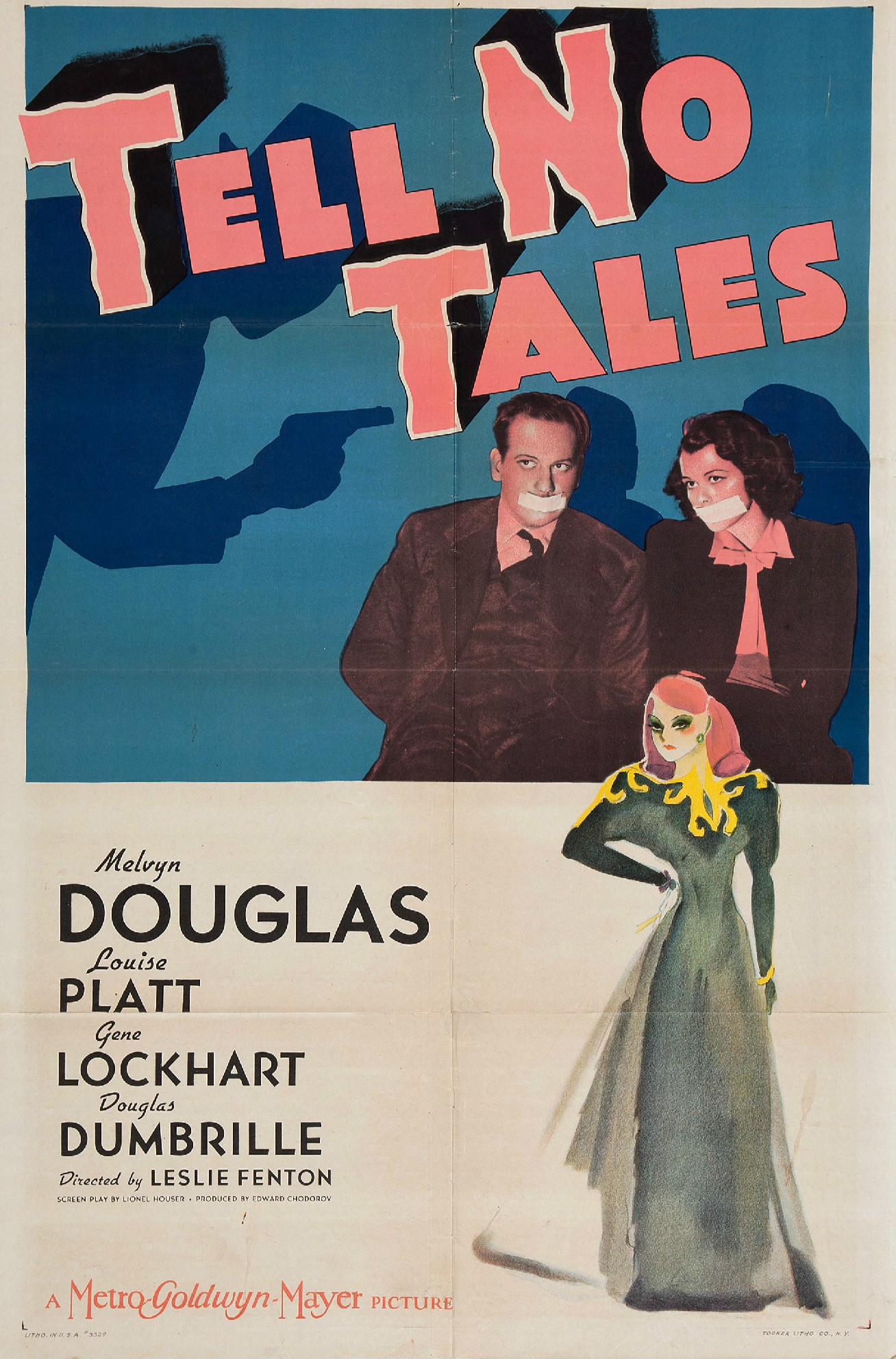
Affiche de Tell No Tales (1939).

- 1939 : Un homme à la page (Tell No Tales)
- 1939 : Stronger Than Desire
- 1939 : La Dame des tropiques (Lady of the Tropics)
- 1940 : The Man from Dakota (en)
- 1940 : The Golden Fleecing (en)
- 1941 : The Saint's Vacation
- 1943 : It's Just the Way It Is
- 1944 : Les Hommes de demain (Tomorrow, the World!)
- 1945 : Oublions le passé (Pardon My Past)
- 1948 : La Folle enquête (On Our Merry Way)
- 1948 : Trafic à Saïgon (Saigon)
- 1948 : Lulu Belle
- 1948 : Smith le taciturne (Whispering Smith)
- 1949 : La Chevauchée de l'honneur (Streets of Laredo)
- 1951 : The Redhead and the Cowboy (en)

### comme producteur
- 1945 : Oublions le passé (Pardon My Past)